# Jerry Herman
Jerry Herman, (New York, 1931. július 10. – Miami, 2019. december 26.) amerikai zeneszerző, szövegszerző. A Broadway zeneszerzője volt, és már életében a klasszikusok közé tartozott. A Hello, Dolly!, a Mame és a La Cage aux Folles című Broadway-slágereit is ő írta.

## Pályafutása
Zeneszerető szülők gyermekeként Herman hamar megtanult zongorázni. A nyarat gyakran töltötte egy nyári táborban a Massachusetts állambeli Berkshire megyében, amelyet szülei, egy tanár házaspár vezetett. Komoly érdeklődést mutatott a kora jólimert Broadway musicaljei iránt.
Megrendezte a „Finian Finian’s Rainbow” és az „A Tree Grows in Brooklyn”  musicaleket, melyekkel először vett részt színházi produkciókban. Tizenhétévesen Frank Loesserrel, az ismert zeneszerzővel és szövegíróval mutatták be, aki első szerzeményei hallatán a folytatására ösztönözte. Otthagyta a Parsons School of Design-t, ahol építészetet tanult, és beiratkozott a Universität von Miami in Coral Gables-re, ahol az Egyesült Államok egyik legrangosabb színházi tanszéke volt.
1960-ban mutatták be a Broadway-en az „A-tól Z-ig” című revüjét, amelyben a pályakezdő Woody Allen és Fred Ebb zeneszerző is közreműködött. Ugyanebben az évben Hermant megkereste Gerard Oestreicher producer, aki látta a „Paráde” című revüt, és megkérdezte, nem lenne-e kedve írni egy színdarabot Izrael állam megalapításáról. Az eredmény az első teljes értékű Broadway-musical lett izraeli  Milk and Honey együttes és Molly Picon főszereplésével (1961). A musicalt 543 alkalommal adták elő, és komoly kritikákat kapott.
2009-ben Jerry Herman életművéért Tony-díjat kapott. 2019. december 26-án halt meg Floridában, 88 éves korában.

## Színház

### Off-Brodway
- I Feel Wonderful (1954)
- Nightcap (1958)
- Parade (1960)
- Madame Aphrodite (1961)
- Showtune (2003)

### Brodway
- Milk and Honey (1961)
- Hello, Dolly! (1964)
- Ben Franklin in Paris (music; 1964)
- Mame (1966)
- Dear World (1969)
- Mack & Mabel (1974)
- The Grand Tour (1979)
- A Day in Hollywood/A Night in the Ukraine (songs; 1980)
- La Cage aux Folles (1983)
- Jerry's Girls (1985)
- An Evening with Jerry Herman (1998)

## Filmek
- Hello, Dolly! (1969, r.: Gene Kelly)
- Mame (1974)
- Barney's Great Adventure (title song) (1998)
- WALL-E (excerpts of Hello, Dolly!
- Mrs. Santa Claus (1996; tévéfilm)

## Díjak
Grammy-díj
- 1964: Song of the Year (Hello, Dolly!)
- 1966: Best Score From An Original Cast Show Album

Tony-díj
- 1964: Best Composer and Lyricist (Hello, Dolly!)
- 1984: Best Original Score (La Cage aux Folles)
- 2009: Special Award for Lifetime Achievement in the Theatre

Kennedy Center Honors
- 1980: Doctor of Fine Arts, University of Miami
- 1999: Theatre World Special Award (An Evening with Jerry Herman)
- 1999: New York University Musical Theater Hall of Fame

## Fordítás
Ez a szócikk részben vagy egészben  a   Jerry Herman című német Wikipédia-szócikk ezen változatának fordításán alapul.  Az eredeti cikk szerkesztőit annak laptörténete sorolja fel. Ez a jelzés csupán a megfogalmazás eredetét és a szerzői jogokat jelzi, nem szolgál a cikkben szereplő információk forrásmegjelöléseként.